# دافيدي مالاكارني
دافيدي مالاكارني (بالإيطالية: Davide Malacarne)‏ ولد بتاريخ 11 يوليو 1987 في إيطاليا، هو دراج إيطالي.

## روابط خارجية
- دافيدي مالاكارني على موقع الاتحاد الدولي للدراجات (الإنجليزية)
- دافيدي مالاكارني على موقع أرشيف الدراجات (الإنجليزية)
- دافيدي مالاكارني على موقع إحصائيات الدراجات الإحترافية (الإنجليزية)
- دافيدي مالاكارني على موقع نسبة الدراجات (الإنجليزية)
- دافيدي مالاكارني على موقع CycleBase (الإنجليزية)